# Maurice De Muer
Maurice De Muer (Potigny, 6 ottobre 1921 – Montauroux, 4 marzo 2012) è stato un ciclista su strada francese che corse negli '40, sempre con la casacca della Peugeot.

## Palmarès

### Strada
- 1941 (dilettanti)

Grand Prix de Fourmies
- 1944 (Peugeot, una vittoria)

Parigi-Camembert
- 1947 (Peugeot, una vittoria)

Grand Prix de l'Écho d'Alger
- 1950 (Peugeot, una vittoria)

Tour de la Manche

## Piazzamenti

### Grandi Giri
- Giro d'Italia

1948: ritirato
- Tour de France

1947: ritirato (2ª tappa)
1948: ritirato (14ª tappa)
1950: 32º

### Classiche Monumento
- Parigi-Roubaix

1944: 18º
1945: 8º
1950: 49º
1951: 48º
- Liegi-Bastogne-Liegi

1947: 30º